# Le Tabac de grand-père
Le Tabac de grand-père est un film muet français réalisé par Louis Feuillade, sorti en 1908.

## Distribution
- Alice Tissot
- Maurice Vinot
- Renée Carl